# Moteur horizontal Peugeot
Le moteur horizontal Peugeot est le premier moteur à essence breveté Peugeot en 1896 du constructeur automobile Peugeot, de 2 cylindres en ligne, de 1 L à 2,5 L de cylindrée pour 4 à 12 chevaux, produit à 1584 exemplaires, pour motoriser les Peugeot Type 14 de 1896, au Peugeot Type 36 de 1902, au début de l'histoire de l'industrie automobile.

## Historique
Armand Peugeot (1849-1915), premier constructeur d'automobile à essence en série de l'histoire de l'automobile avec Panhard & Levassor (famille Peugeot / Peugeot / Panhard & Levassor Type A) motorise ses premières voitures à chevaux Peugeot Break avec un moteur à vapeur de l'inventeur Léon Serpollet (Peugeot Type 1 de l'Exposition universelle de Paris de 1889 à l'origine du premier Permis de conduire en France obtenu le 16 août par Léon Serpollet sur ce véhicule), puis avec le Moteur Daimler Type P de l'inventeur allemand Gottlieb Daimler (premier moteur à essence de série de l'histoire de l'automobile, de 2 cylindres en V, pour motoriser ses premières voitures à essence de série du monde Peugeot Type 2 de 1890, aux Peugeot Type 13 de 1894).

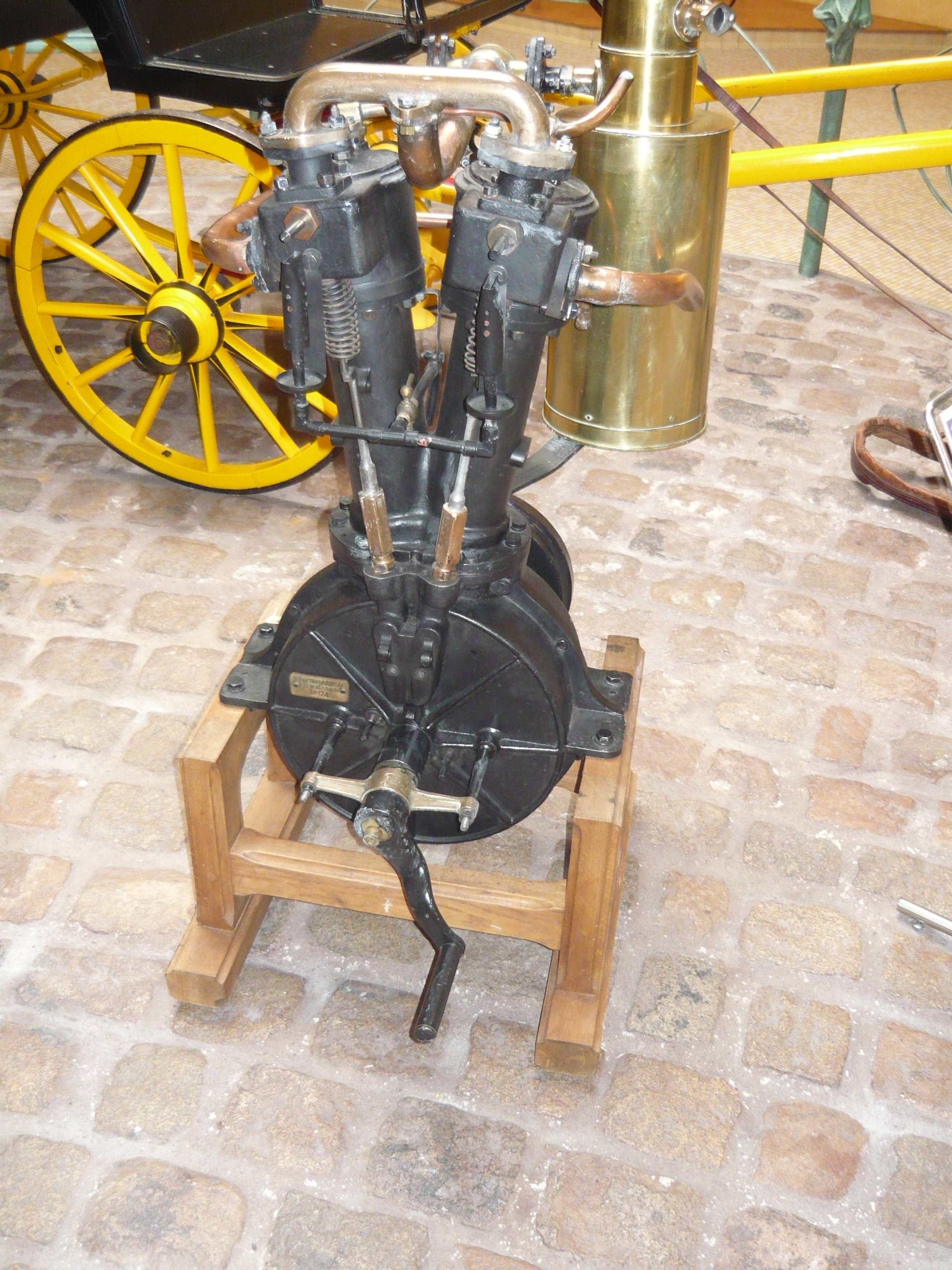
Premier Moteur Daimler Type P Peugeot de 1891
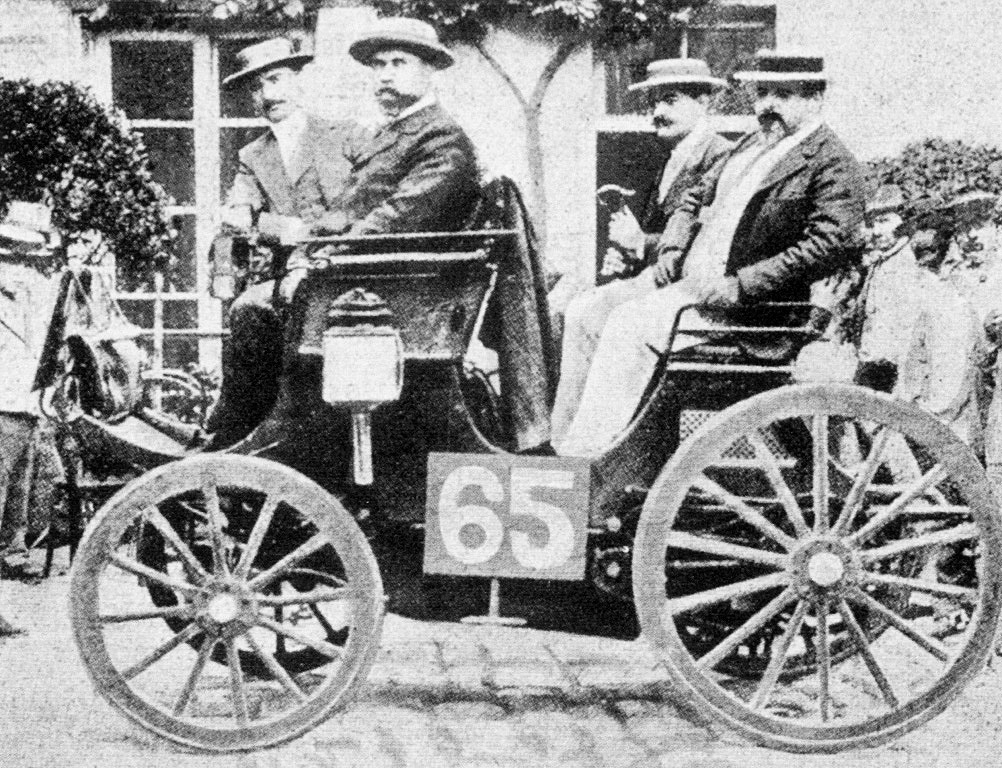
Albert Lemaître sur Peugeot Type 7, vainqueurs du premier Paris-Rouen de 1894
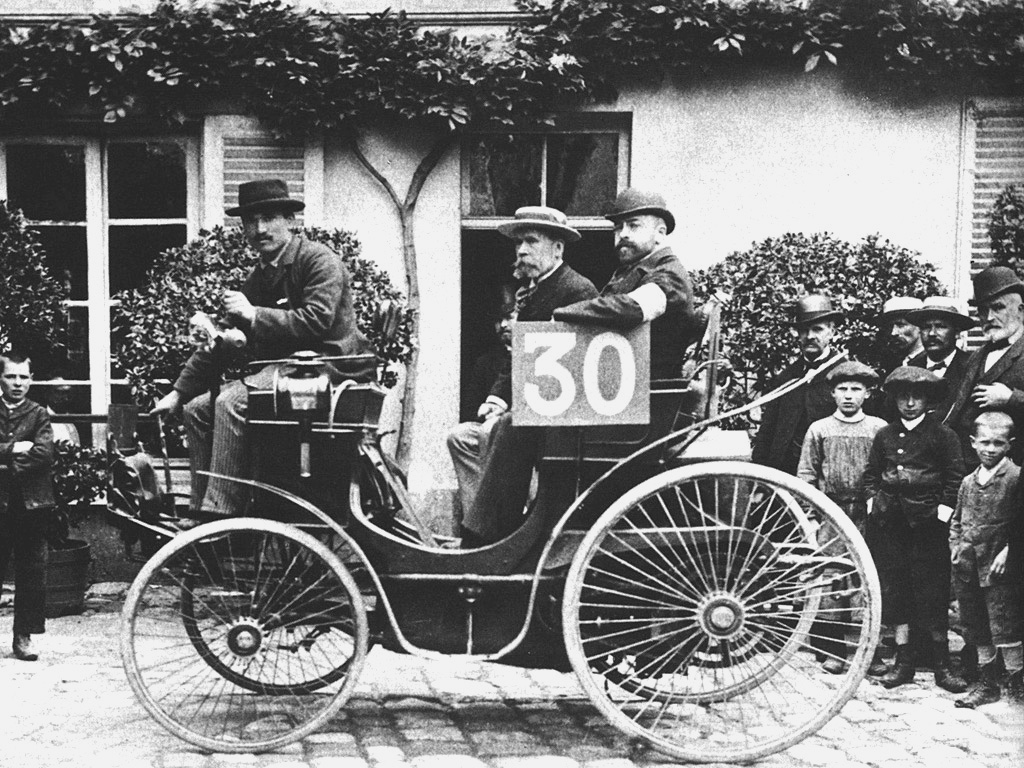
Gratien Michaux, arrivé 9e au Paris-Rouen de 1894 sur Peugeot Type 3

En 1892 Armand Peugeot déclare « Je suis persuadé que la locomotion automobile est appelée à prendre un développement énorme. Si nous sommes assez hardis et habiles, nous ferons de Peugeot l’une des plus grandes affaires industrielles de France ». Il est le premier constructeur automobile français à fabriquer des véhicules complets châssis / carrosserie / moteur. 

Moteur horizontal Peugeot
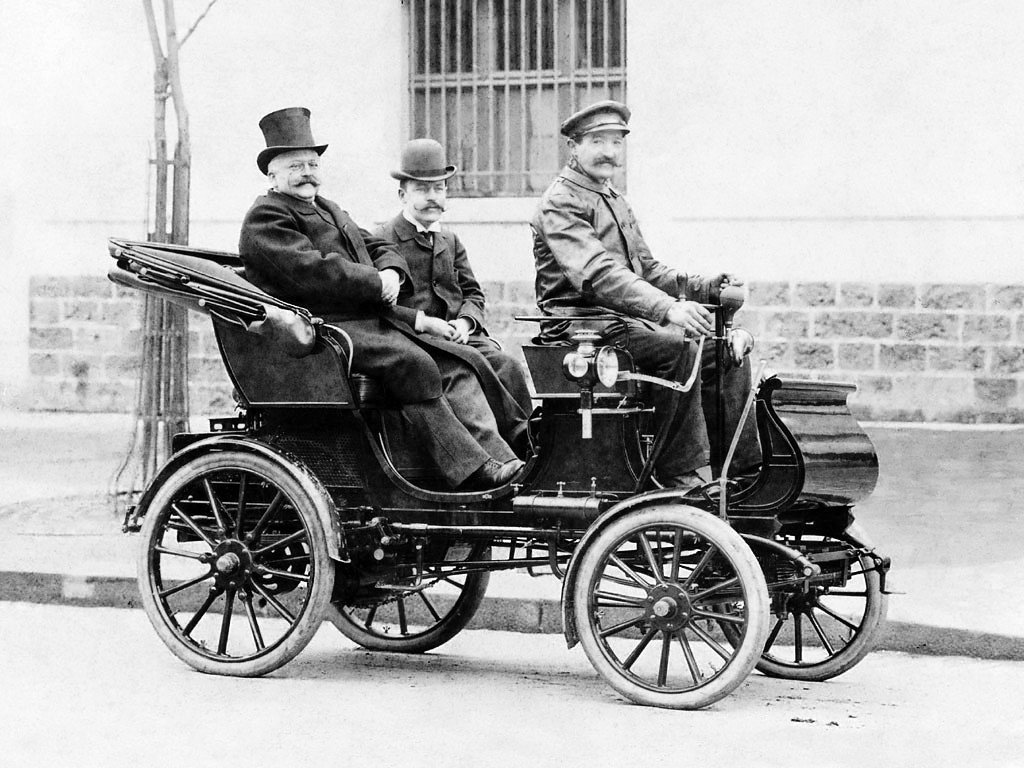
Armand Peugeot sur Peugeot Type 28 en 1900
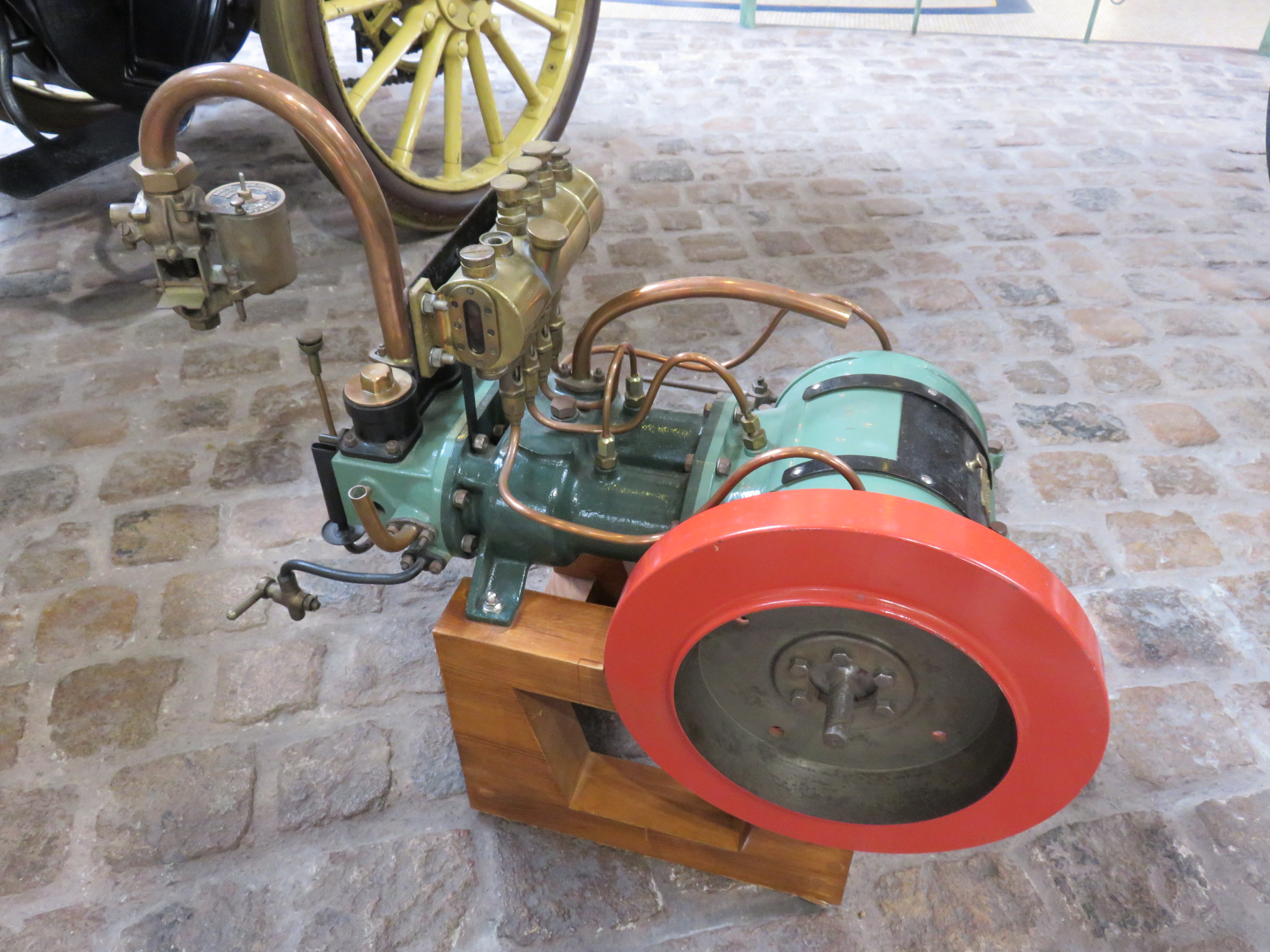
Perspective cavalière
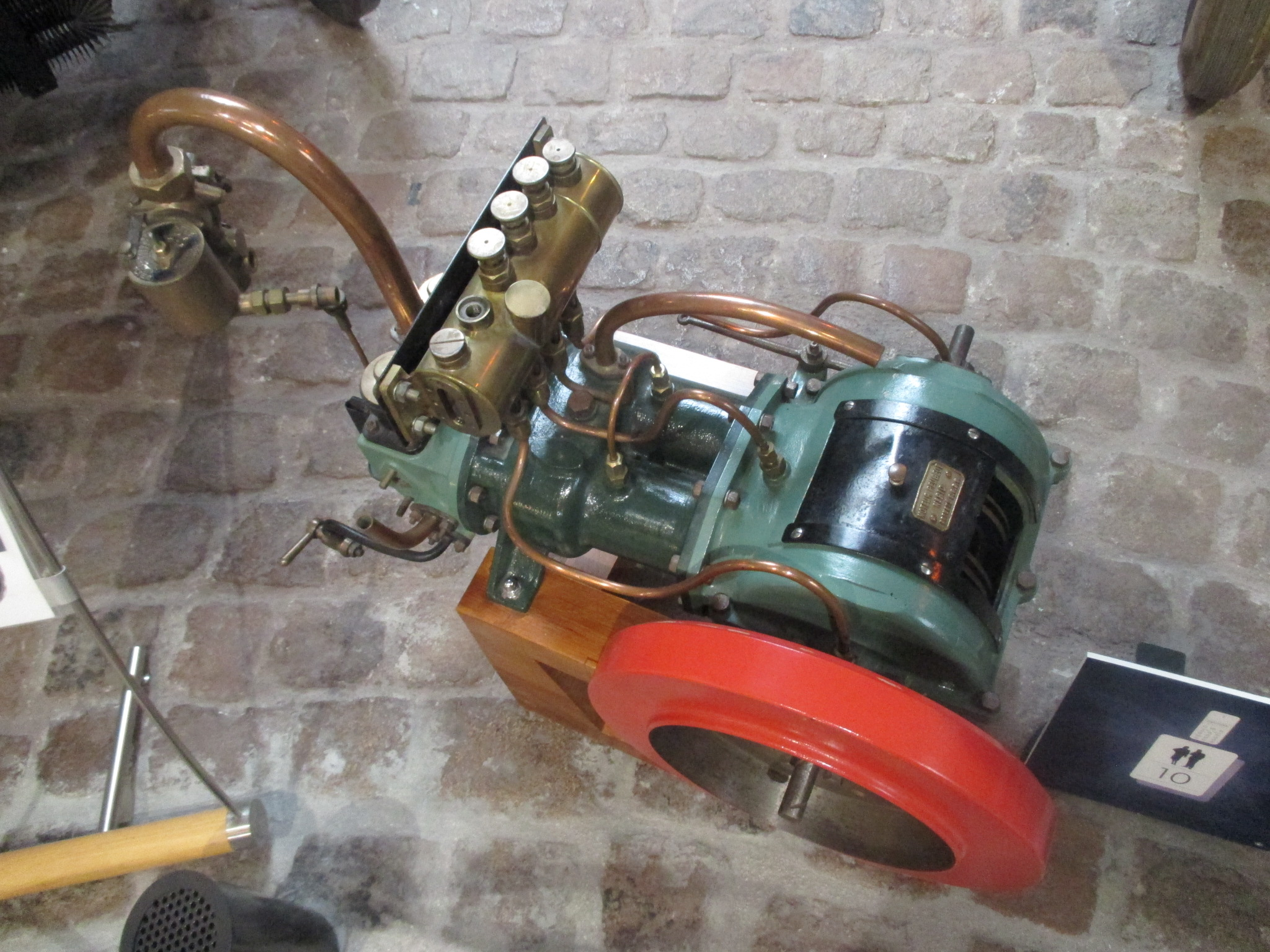
Perspective cavalière
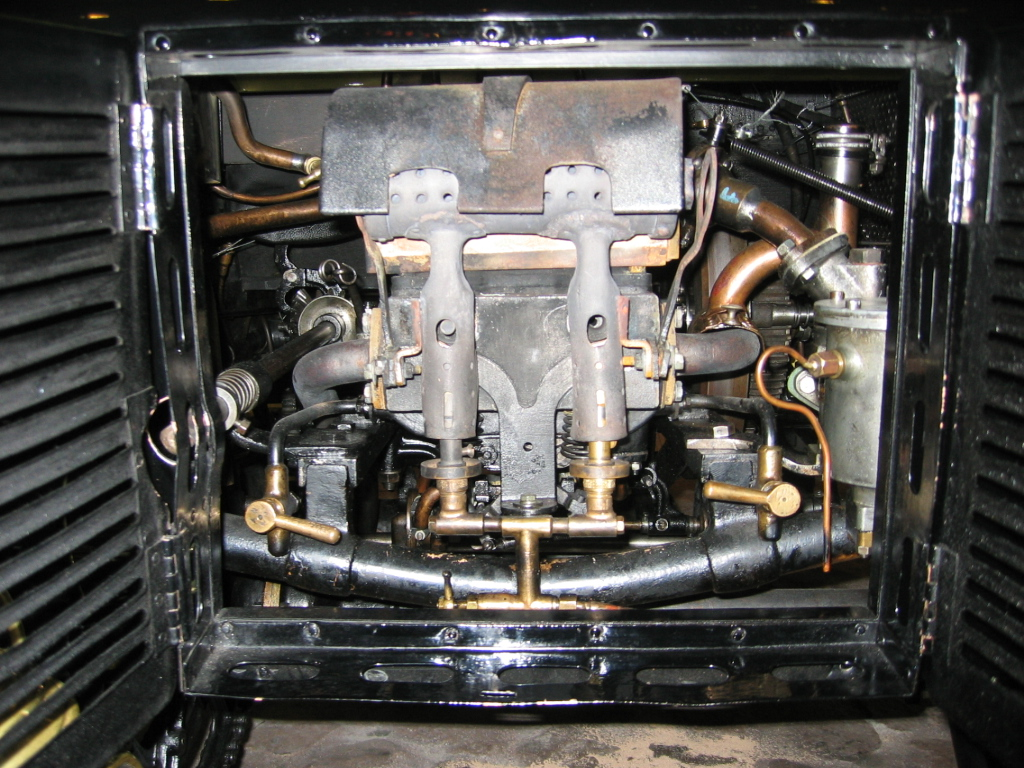
Peugeot Type 26 de 1900

En 1894 Armand entreprend de concevoir son propre moteur à essence breveté Peugeot (premier moteur à essence industriel français de l'histoire de l'automobile, de 2 cylindres en ligne horizontaux, conçu par l'ingénieur-chef d'études Peugeot Gratien Michaux), pour ne plus dépendre des brevets des moteurs Daimler Type P de l'industrie allemande Daimler-Motoren-Gesellschaft, et pour motoriser avec succès sa gamme d'automobile Peugeot en mode propulsion, à partir des Peugeot Type 14 de 1896, aux Peugeot Type 36 de 1902. En juillet 1894 a lieu la course automobile Paris-Rouen (premier concours de voitures sans chevaux à propulsion mécanique du monde, avec 21 partants, dont six voitures Peugeot, remportée par les pilotes Albert Lemaître sur Peugeot Type 7, et Auguste Doriot sur Peugeot Type 3, et Gratien Michaux arrivé 9e sur Peugeot Type 3…). Membre d'une importante famille d'industriels franc-comtois (famille Peugeot) pionnière des prémisses de l'industrie automobile naissante, il fonde avec son beau-frère Albert Fallot son industrie « Société Anonyme des Automobiles Peugeot » (SAAP) en 1896 dans une des usines familiales, à Beaulieu, puis fonde une nouvelle usine de 4000 m² à Audincourt en 1887, avec 350 salariés pour une production de 156 véhicules par an, puis 500 en 1900, puis une usine Peugeot sur le site industriel de Fives près de Lille en 1898 (actuel Indenor), en parallèle de l'activité industrielle diversifiée de ses cousins et neveux (sidérurgie, vélos, appareils ménagers…). À l’Exposition universelle de 1900 de Paris, Armand Peugeot est qualifié de « Père de l’industrie automobile ». 

Quelques véhicules à moteur horizontal Peugeot
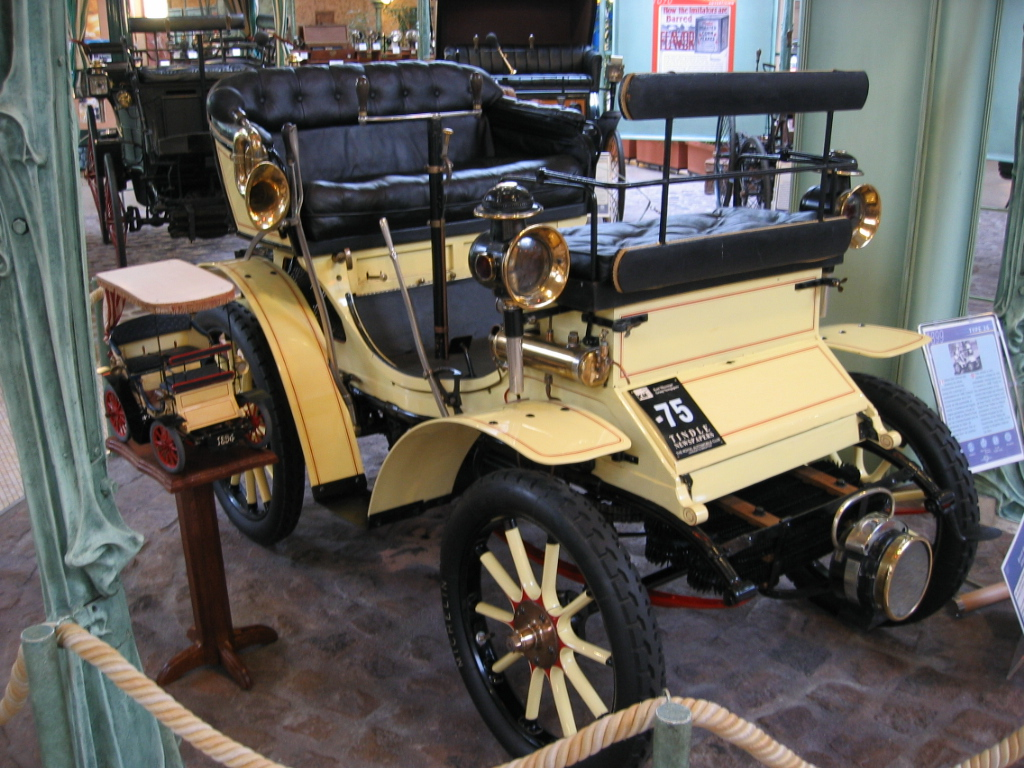
Peugeot Type 15 1897
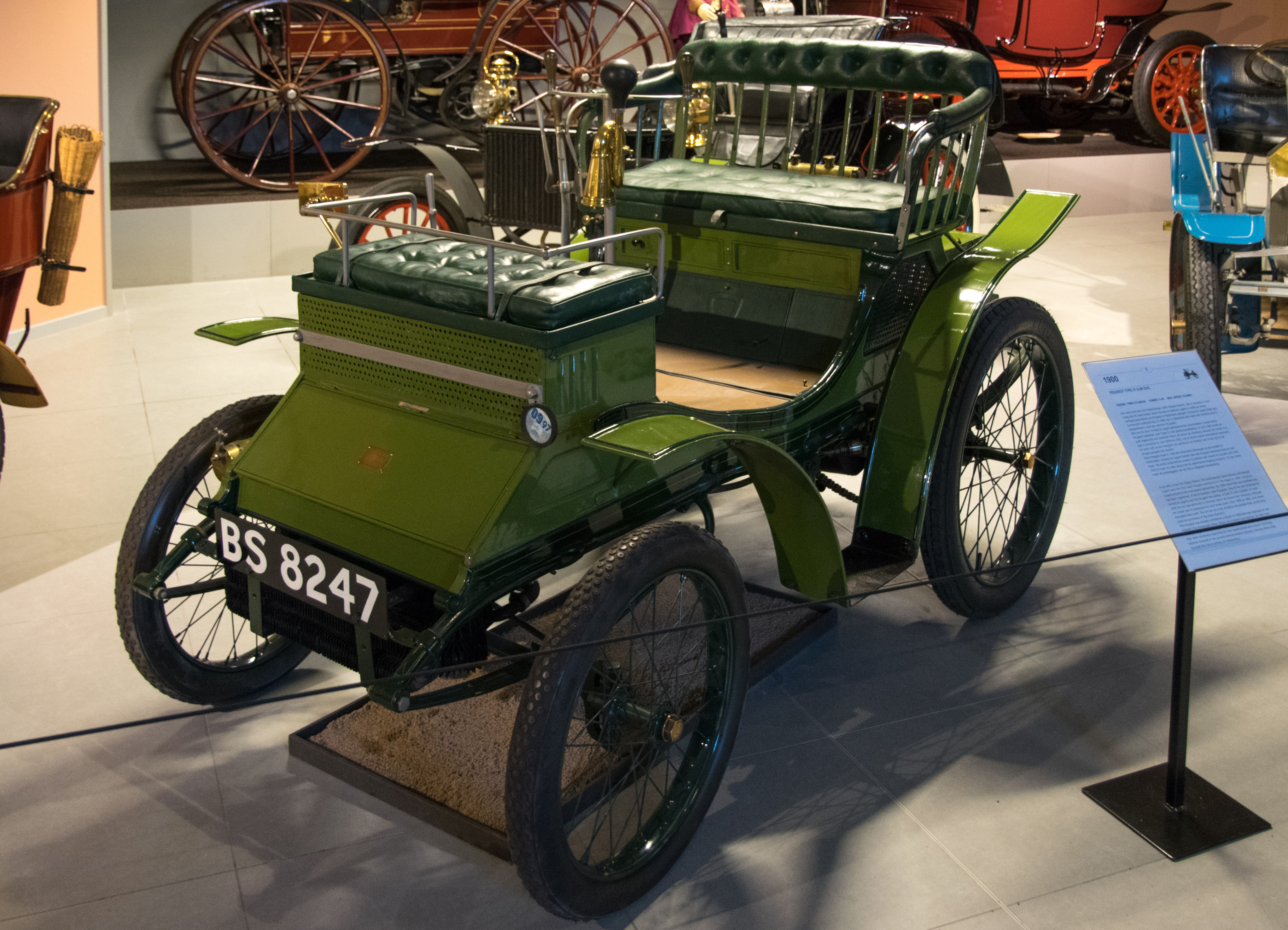
Peugeot Type 16 1897
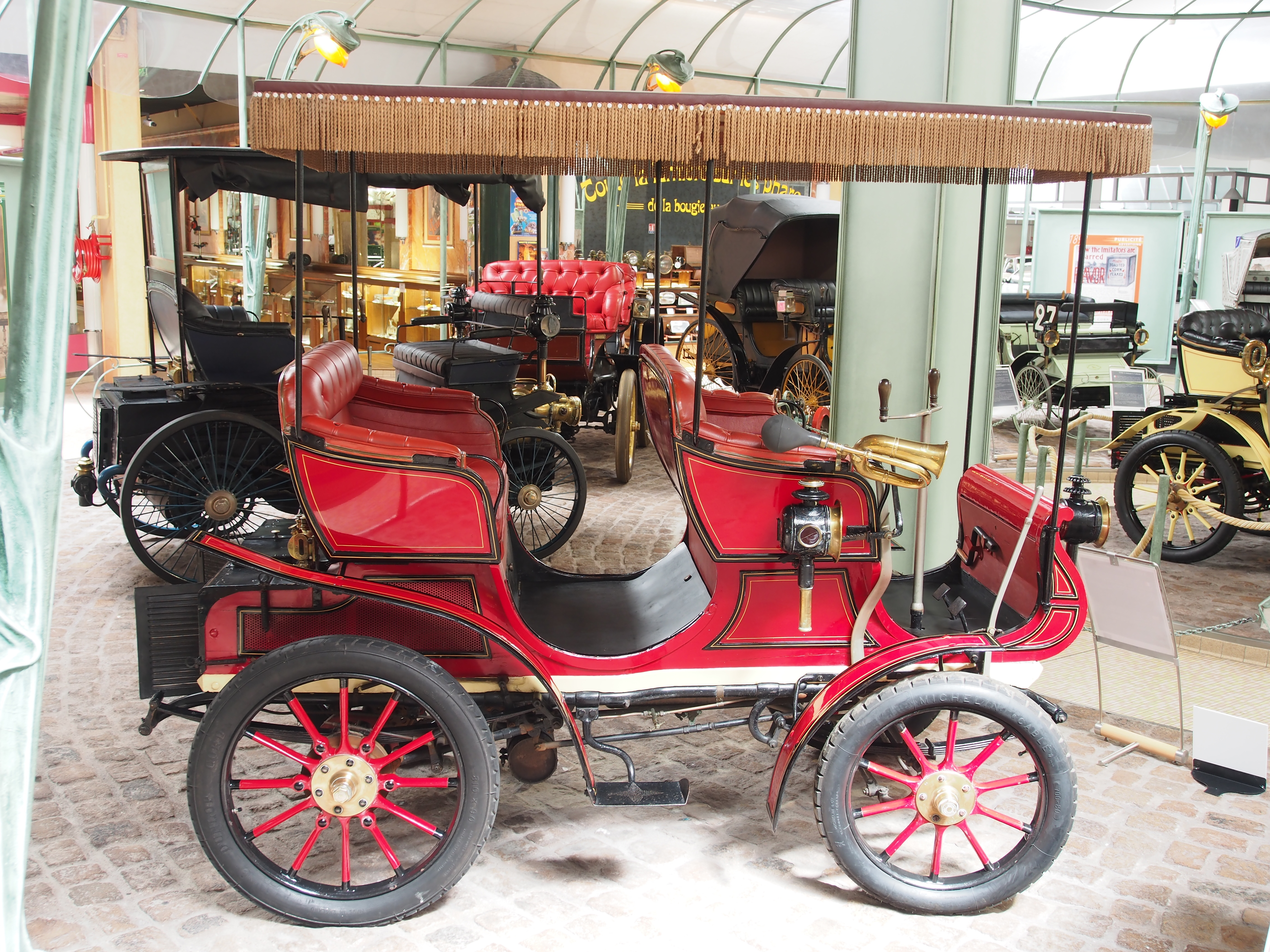
Peugeot Type 17 1897
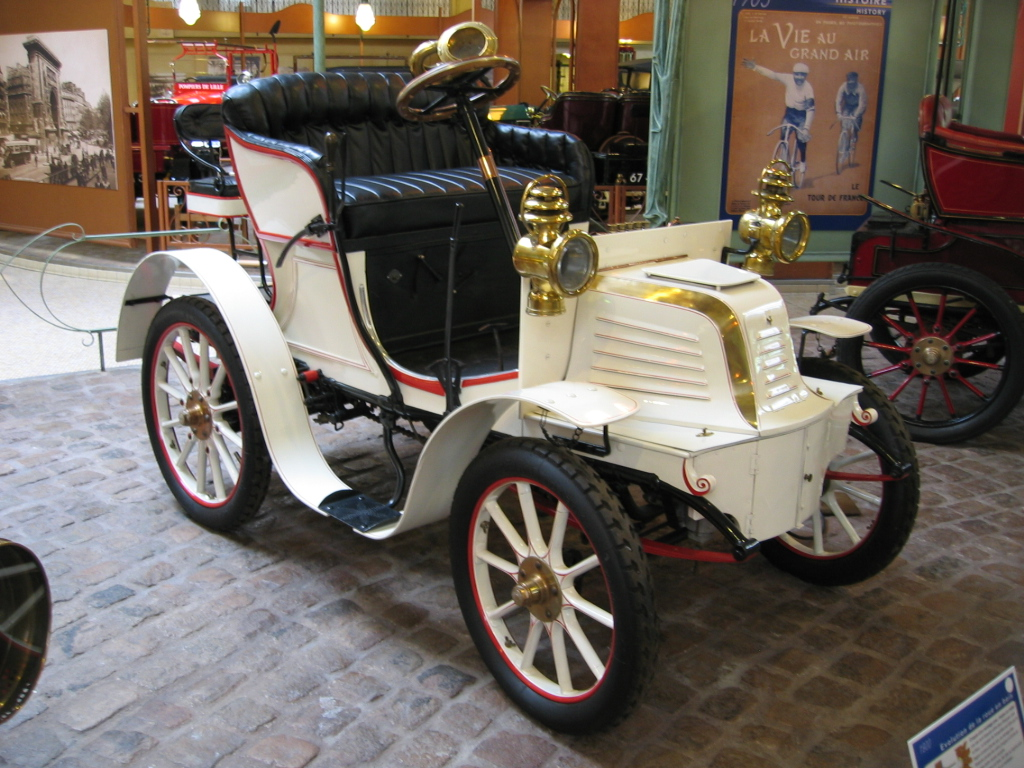
Peugeot Type 24 1898

En 1902 Armand Peugeot fait concevoir son nouveau moteur Peugeot 4 cylindres Type Carré ou Supercarré, généralisé à partir de 1909, sur Peugeot Type 66. En 1904 ses neveux Pierre, Robert, et Jules (fils de son cousin Eugène) créent la marque concurrente « Peugeot Frères » pour produire des motocyclettes Peugeot et des automobiles Lion Peugeot (Peugeot Lion Phaéton, Peugeot Lion VC2, Peugeot Lion V4C3…) en concurrence avec Automobiles Peugeot qui fabrique 1261 véhicules en 1905, et plus de 2000 en 1910. A la disparition de son cousin Eugène Peugeot, Armand Peugeot réunifie les industries familiales en Peugeot avec 2500 salariés, pour 2352 voitures et 80000 bicyclettes produites par an, avec la construction de l'usine Peugeot de Sochaux en 1912, qui produit la moitié des automobiles françaises en 1913 avant la Première Guerre mondiale qui anéantit et surendette lourdement le développement de l'industrie Peugeot, au détriment de la concurrence mondiale de la nouvelle industrie américaine émergente.

Quelques véhicules à moteur horizontal Peugeot
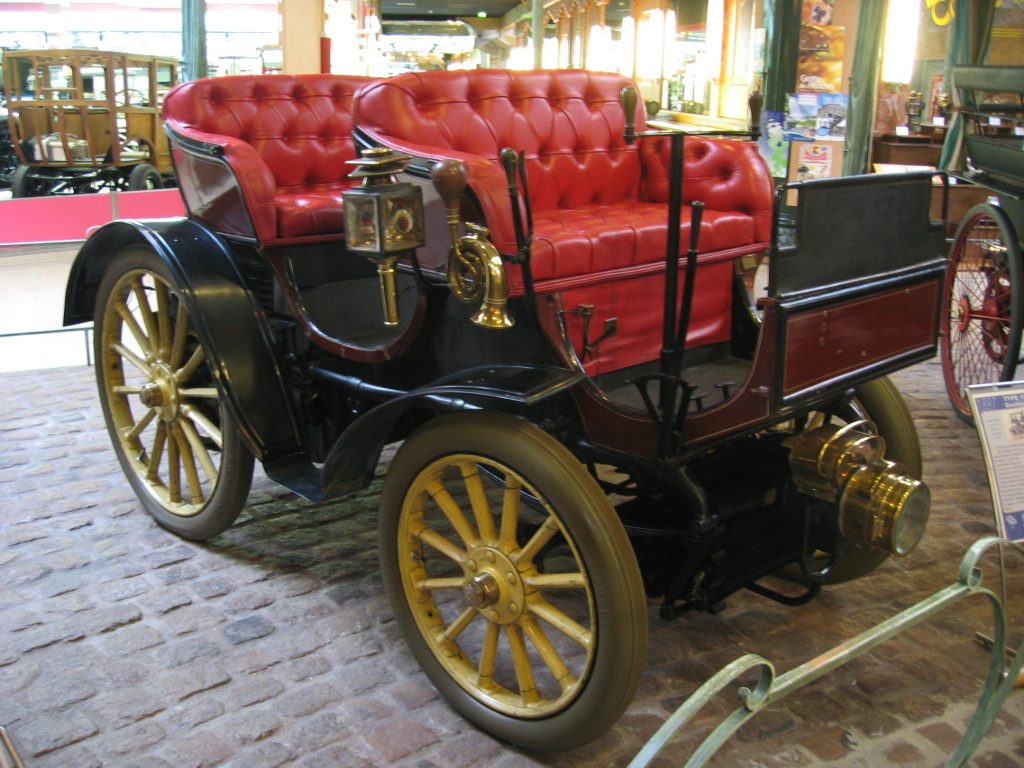
Peugeot Type 26 de 1899
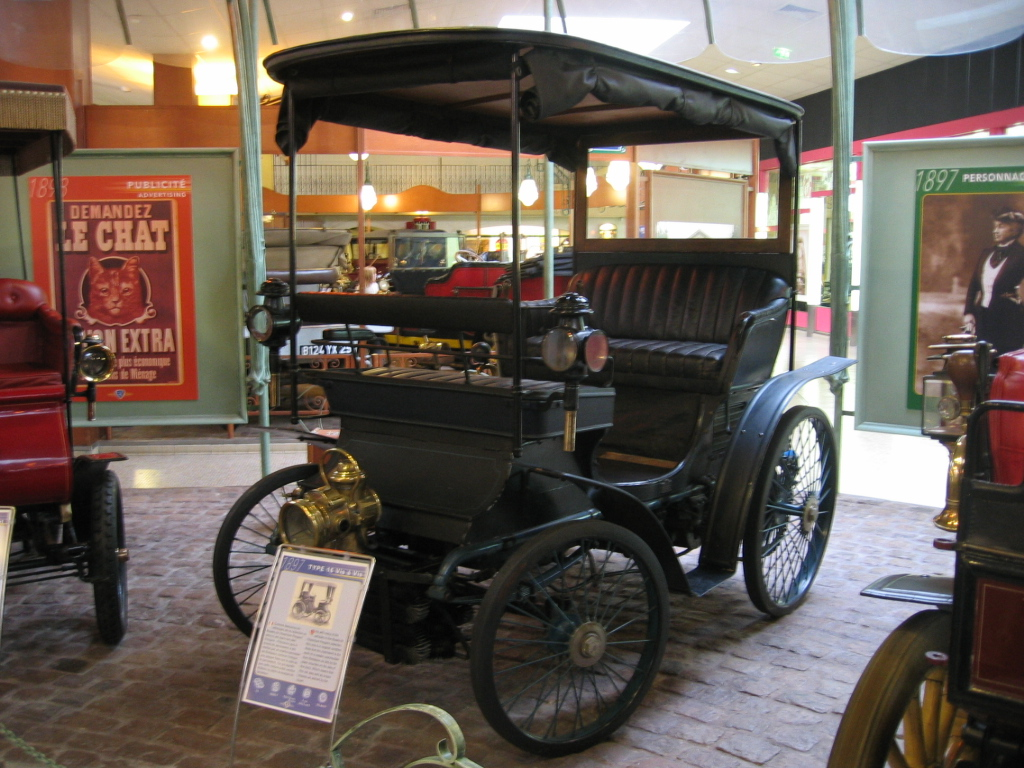
Peugeot Type 31 de 1900
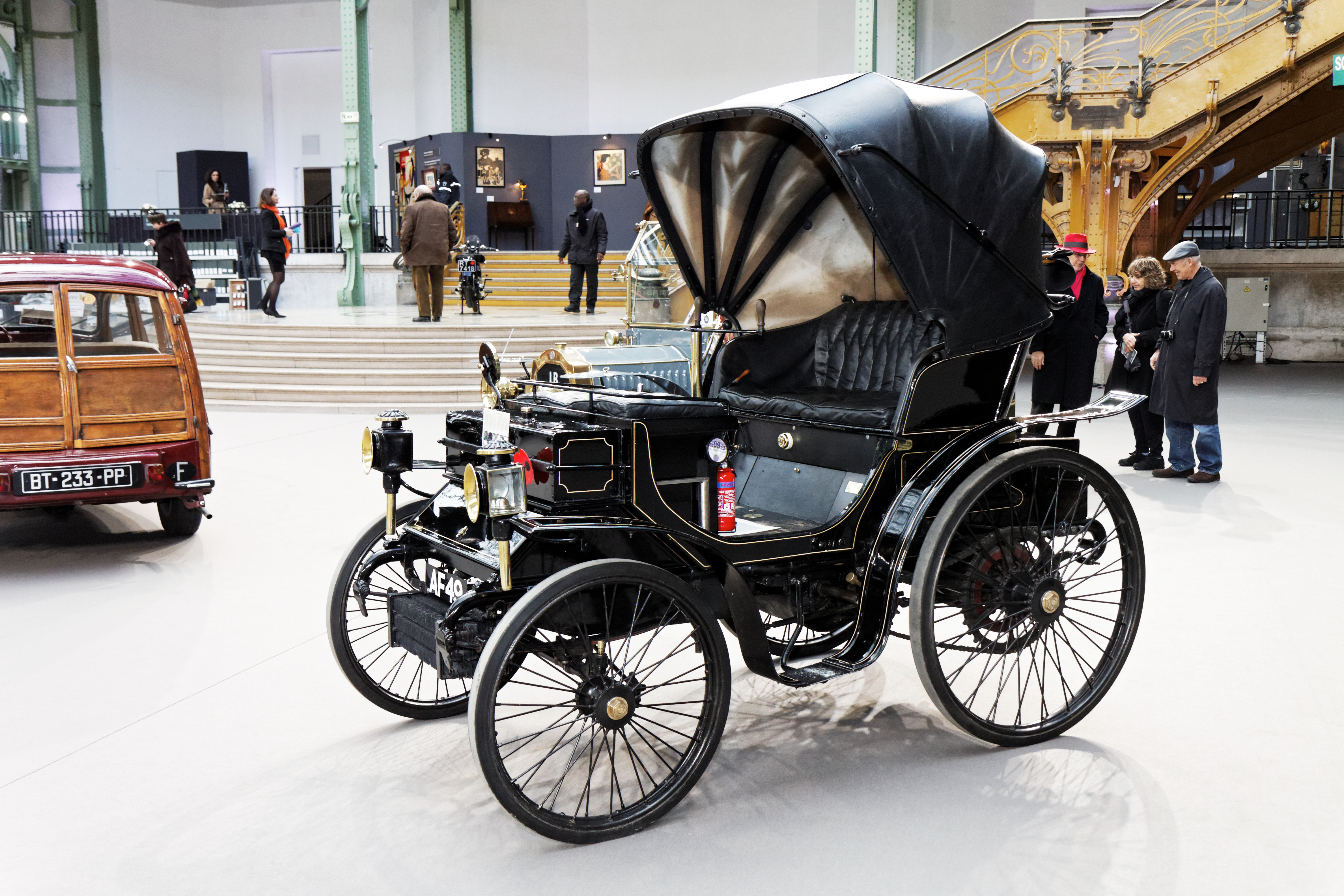
Peugeot Type 33 1901
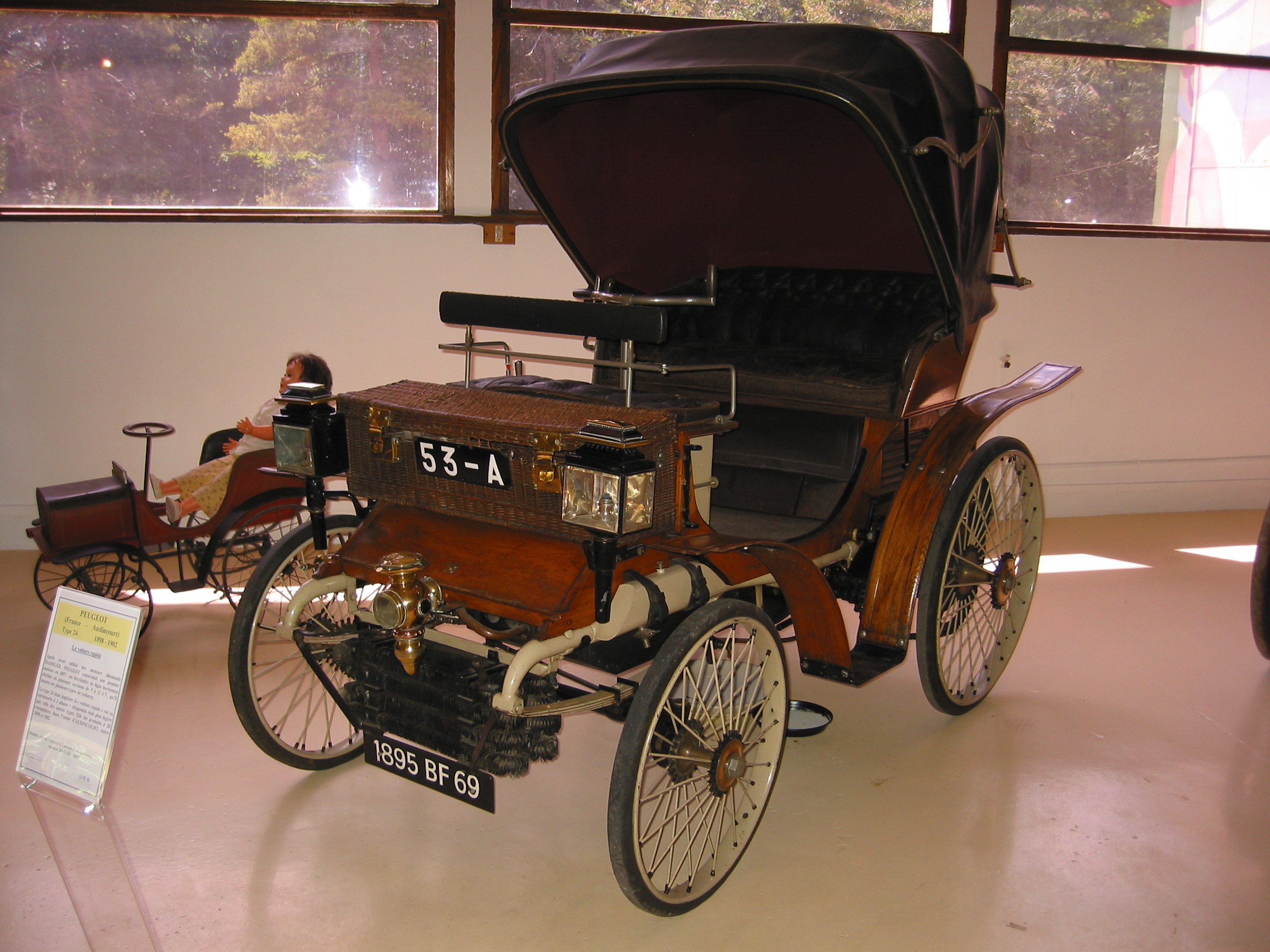
Peugeot Type 36 de 1902

## Caractéristiques
- moteur à essence 4 temps de 2 cylindresen ligne horizontal, 2 soupapes par cylindres, breveté Peugeot
- 1000 à 2500 cm³, pour 4 à 12 chevaux
- carburateur Peugeot
- refroidissement par eau
- allumage à incandescence ou électrique
- 1584 exemplaires pour motoriser les Peugeot Type 14 de 1896, au Peugeot Type 36 de 1902